# Filipeni (Leova)
Filipeni è un comune della Moldavia situato nel distretto di Leova di 3.271 abitanti al censimento del 2004